# Balans (film)
Balans is een korte film van Mark Ram uit het jaar 2012 waarin twee bergbeklimmers in de problemen komen. Deze film van Mark Ram is de Nederlandse inzending voor de Oscar-uitreikingen in 2013. De film werd zo duurzaam mogelijk geproduceerd, met als doel mee te doen aan de 'Green Film Making Competition'. Hij was te zien op het Dutch Mountain Film Festival en het Nederlands Film Festival 2013.

## Verhaal
De film gaat over een fatale dag in de bergen. Twee klimvrienden komen tijdens een beklimming in de Alpen in de problemen. Slechts het touw verbindt hen nog met elkaar.

## Rolverdeling
- Waldemar Torenstra als klimmer Henderson
- Cas Jansen als klimmer Graef